# لیگ قهرمانان کونکاکاف ۱۴–۲۰۱۳
لیگ قهرمانان کونکاکاف ۱۴–۲۰۱۳ ششمین دوره لیگ قهرمانان کونکاکاف با فرمت کنونی و به طور کلی چهل و نهمین دوره از مسابقات برتر باشگاهی فوتبال بود که توسط کونکاکاف، نهاد حاکم منطقه‌ای آمریکای شمالی، آمریکای مرکزی و کارائیب برگزار شد. مونتری مدافع سه ساله عنوان قهرمانی بود، اما نتوانست از عنوان خود دفاع کند زیرا نتوانست به مسابقات راه پیدا کند.
کروز آزول پس از پیروزی در فینال تمام‌مکزیکی مقابل تولوکا به کمک قانون گل زده در خانه حریف، ششمین عنوان قهرمانی باشگاهی کونکاکاف (و اولین قهرمانی آنها در دوران لیگ قهرمانان) را به دست آورد. در نتیجه، آنها به عنوان نماینده کونکاکاف در جام باشگاه‌های جهان ۲۰۱۴ واجد شرایط شدند.

## نحوه صلاحیت
۲۴ تیم در لیگ قهرمانان کونکاکاف ۱۰–۲۰۰۹ از مناطق آمریکای شمالی، آمریکای مرکزی و کارائیب شرکت کردند. ۹ تیم از آمریکای شمالی، ۱۲ تیم از آمریکای مرکزی و ۳ تیم از کارائیب بودند.
تیم‌ها در صورت نداشتن ورزشگاهی برای مسابقات که کونکاکاف مناسب می‌داند، محروم و جایگزین شوند. اگر باشگاهی نتواند استانداردهای ورزشگاه خانگی خود را رعایت کند، این باشگاه باید ورزشگاه مناسبی در کشور خود پیدا کند. اگر باشگاه مذکور نتواند امکانات کافی را فراهم کند، خطر جایگزین شدن را به دنبال دارد.

### آمریکای شمالی
در مجموع ۹ باشگاه از اتحادیه فوتبال آمریکای شمالی در لیگ قهرمانان شرکت کردند. به مکزیک و ایالات متحده چهار سهمیه، بیشتر از هر کشور در کونکاکاف، اختصاص یافت، در حالی که به کانادا یک سهمیه اعطا شد.
در مکزیک، برندگان فصل‌های آغازین و پایانی مکزیک در گلدان A در مرحله گروهی مسابقات جای می‌گیرند، در حالی که نایب قهرمانان فصل‌های آغازین و پایانی در گلدان B جای می‌گیرند.
برای ایالات متحده، سه سهمیه از چهار سهمیه آن از طریق فصل عادی لیگ برتر فوتبال (ام‌ال‌اس) و پلی آف اختصاص داده می‌شود، در حالی که رتبه چهارم به برنده جام داخلی، یعنی جام یو اس اوپن اختصاص دارد. برنده ساپورترز شیلد و جام ام‌ال‌اس (اگر مستقر در ایالات متحده باشد) در گلدان A قرار می‌گیرد. نایب قهرمان جام ام‌ال‌اس (اگر مستقر در ایالات متحده باشد) و برنده جام یو اس اوپن در گلدان B قرار می‌گیرند. اگر هر یک از سهمیه‌های بالا توسط یک تیم ام‌ال‌اس مستقر در کانادا گرفته شود، سهمیه لیگ قهرمانان به تیم مستقر در ایالات متحده با بهترین رکورد فصل عادی ام‌ال‌اس اختصاص داده می‌شود که نتوانسته است جواز حضور را کسب کند.
برای کانادا، برنده رقابت‌های جام داخلی، جام مسافران که در مسابقات قهرمانی کانادا شرکت کرده بود، تنها سهمیه کانادایی را در مسابقات در گلدان B کسب می‌کند.

### آمریکای مرکزی
۱۲ تیم از اتحادیه فوتبال آمریکای مرکزی به لیگ قهرمانان کونکاکاف راه پیدا می‌کنند. تخصیص سهمیه‌ها به شرح زیر است: دو تیم از کاستاریکا، هندوراس، گواتمالا، پاناما و السالوادور، و یک تیم از نیکاراگوئه و بلیز.
برای تیم‌های آمریکای مرکزی که از طریق فصل‌های تقسیم‌شده کار می‌کنند، از مجموع امتیازات دو تورنمنت در فصل استفاده می‌شود تا مشخص شود کدام تیم مقام برتر انجمن را کسب می‌کند. گلدان تیم‌ها به شرح زیر است:
- تیم‌های برتر لیگ‌های کاستاریکا، هندوراس، گواتمالا و پاناما در گلدان A قرار دارند.
- تیم برتر لیگ السالوادور و تیم‌های دوم از لیگ‌های کاستاریکا و هندوراس در گلدان B قرار دارند.
- تیم‌های دوم از لیگ‌های گواتمالا، پاناما و السالوادور و تنها نمایندگان لیگ‌های نیکاراگوئه و بلیز در گلدان C قرار می‌گیرند.

اگر یک یا چند باشگاه منع شود، با باشگاهی از دیگر انجمن‌های آمریکای مرکزی جایگزین می‌شود. تخصیص مجدد بر اساس نتایج مسابقات قبلی لیگ قهرمانان است.

### کارائیب
سه سهمیه در دور مقدماتی لیگ قهرمانان کونکاکاف به سه تیم برتر جام باشگاه‌های کارائیب، یک تورنمنت شبه قاره‌ای برای باشگاه‌های کشورهای اتحادیه فوتبال کارائیب اختصاص یافت. برای اینکه یک باشگاه کارائیب بتواند برای جام باشگاه‌های کارائیب واجد شرایط شود، باید به مقام قهرمان (یا در برخی موارد، نایب قهرمان) در لیگ برتر کشور مربوطه خود در فصل قبل به پایان برسد، اما تیم‌های حرفه‌ای نیز ممکن است توسط اتحادیه‌های خود انتخاب شوند اگر در لیگ کشور دیگری بازی کنند.
اگر هر یک از باشگاه‌های کارائیب محروم شود، با تیم چهارم جام باشگاه‌های کارائیب جایگزین می‌شود.

## تیم‌ها
تیم‌های زیر به مسابقات راه یافتند.
در جدول زیر، تعداد بازی‌ها، آخرین حضور و بهترین نتیجه قبلی فقط مربوط به دوره لیگ قهرمانان کونکاکاف از فصل ۰۹–۲۰۰۸ می‌شود (بدون احتساب بازی‌های دوره جام قهرمانان از ۱۹۶۲ تا ۲۰۰۸).
| انجمن                     | تیم                   | گلدان                 | نحوه راه‌یابی                                     | حضور                  | آخرین حضور            | بهترین نتیجه          |
| آمریکای شمالی (۹ تیم)     | آمریکای شمالی (۹ تیم) | آمریکای شمالی (۹ تیم) | آمریکای شمالی (۹ تیم)                            | آمریکای شمالی (۹ تیم) | آمریکای شمالی (۹ تیم) | آمریکای شمالی (۹ تیم) |
| ------------------------- | --------------------- | --------------------- | ------------------------------------------------ | --------------------- | --------------------- | --------------------- |
| مکزیک ۴ سهمیه             | تیخوانا               | A                     | قهرمان فصل پایانی ۲۰۱۲                           | اولین                 | –                     | –                     |
| مکزیک ۴ سهمیه             | تولوکا                | B                     | نایب قهرمان فصل پایانی ۲۰۱۲                      | سومین                 | ۱۱–۲۰۱۰               | نیمه نهایی            |
| مکزیک ۴ سهمیه             | آمریکا                | A                     | قهرمان فصل آغازین ۲۰۱۳                           | اولین                 | –                     | –                     |
| مکزیک ۴ سهمیه             | کروز آزول             | B                     | نایب قهرمان فصل آغازین ۲۰۱۳                      | چهارمین               | ۱۱–۲۰۱۰               | نایب قهرمان           |
| ایالات متحده ۴ سهمیه      | ال‌ای گلکسی            | A                     | قهرمان جام ام‌ال‌اس ۲۰۱۲                           | چهارمین               | ۱۳–۲۰۱۲               | نیمه نهایی            |
| ایالات متحده ۴ سهمیه      | سن خوزه ارث‌کوئیکز     | A                     | قهرمان ساپورترز شیلد ۲۰۱۲                        | اولین                 | –                     | –                     |
| ایالات متحده ۴ سهمیه      | هیوستون دینامو        | B                     | نایب قهرمان جام ام‌ال‌اس ۲۰۱۲                      | چهارمین               | ۱۳–۲۰۱۲               | یک‌چهارم نهایی         |
| ایالات متحده ۴ سهمیه      | اسپورتینگ کانزاس‌سیتی  | B                     | قهرمان جام یو اس اوپن ۲۰۱۲                       | اولین                 | –                     | –                     |
| کانادا ۱ سهمیه            | مونترال ایمپکت        | B                     | قهرمان مسابقات قهرمانی کانادا ۲۰۱۳               | دومین[الف]            | ۰۹–۲۰۰۸               | یک‌چهارم نهایی         |
| آمریکای مرکزی (۱۲ تیم)    |                       |                       |                                                  |                       |                       |                       |
| کاستاریکا ۲ (۱+) سهمیه[ب] | آلاخولنسه             | B                     | قهرمان فصل زمستانی ۲۰۱۲                          | چهارمین               | ۱۳–۲۰۱۲               | مرحله گروهی           |
| کاستاریکا ۲ (۱+) سهمیه[ب] | هردیانو               | A                     | قهرمان فصل تابستانی ۲۰۱۳                         | چهارمین               | ۱۳–۲۰۱۲               | یک‌چهارم نهایی         |
| کاستاریکا ۲ (۱+) سهمیه[ب] | کارتاگینیس            | C                     | نایب قهرمان فصل تابستانی ۲۰۱۳                    | اولین                 | –                     | –                     |
| هندوراس ۲ سهمیه           | المپیا                | A                     | قهرمان فصل پایانی ۲۰۱۲ و فصل آغازین ۲۰۱۳         | ششمین                 | ۱۳–۲۰۱۲               | یک‌چهارم نهایی         |
| هندوراس ۲ سهمیه           | ویکتوریا              | B                     | نایب قهرمان با بهترین رکورد مجموع در فصل ۱۳–۲۰۱۲ | اولین                 | –                     | –                     |
| گواتمالا ۲ سهمیه          | کامیونیکیشنس          | A                     | قهرمان فصل پایانی ۲۰۱۲ و فصل آغازین ۲۰۱۳         | سومین                 | ۱۲–۲۰۱۱               | یک‌چهارم نهایی         |
| گواتمالا ۲ سهمیه          | هردیا                 | C                     | نایب قهرمان با بهترین رکورد مجموع در فصل ۱۳–۲۰۱۲ | اولین                 | –                     | –                     |
| پاناما ۲ سهمیه            | عربه یونیدو           | A                     | قهرمان فصل پایانی ۲۰۱۲                           | سومین                 | ۱۱–۲۰۱۰               | یک‌چهارم نهایی         |
| پاناما ۲ سهمیه            | اسپورتینگ سن میگلیتو  | C                     | قهرمان فصل آغازین ۲۰۱۳                           | اولین                 | –                     | –                     |
| السالوادور ۲ سهمیه        | ایسیدرو متاپان        | B                     | قهرمان فصل پایانی ۲۰۱۲                           | ششمین                 | ۱۳–۲۰۱۲               | یک‌چهارم نهایی         |
| السالوادور ۲ سهمیه        | لوئیس آنخل فیرپو      | C                     | قهرمان فصل آغازین ۲۰۱۳                           | سومین                 | ۱۰–۲۰۰۹               | مرحله گروهی           |
| نیکاراگوئه ۱ سهمیه        | رئال استیلی           | C                     | قهرمان فصل پایانی ۲۰۱۲ و فصل آغازین ۲۰۱۳         | چهارمین               | ۱۳–۲۰۱۲               | مرحله گروهی           |
| کارائیب (۳ تیم)           |                       |                       |                                                  |                       |                       |                       |
| ترینیداد و توباگو         | دبلیو کانکشن          | C                     | برنده گروه ۱ جام باشگاه‌های کارائیب ۲۰۱۳[پ]       | سومین                 | ۱۳–۲۰۱۲               | مرحله گروهی           |
| ترینیداد و توباگو         | کالدونیا ای‌آی‌ای       | C                     | برنده مرحله پلی آف جام باشگاه‌های کارائیب ۲۰۱۳[پ] | دومین                 | ۱۳–۲۰۱۲               | مرحله گروهی           |
| هائیتی                    | والنسیا               | C                     | برنده گروه ۲ جام باشگاه‌های کارائیب ۲۰۱۳[پ]       | اولین                 | –                     | –                     |

نکات
1. ^ حضور قبلی مونترال ایمپکت در سال ۰۹–۲۰۰۸ با تیم قبلی فرنچایز با همین نام انجام شد که در دسته اول یواس‌ال بازی می‌کرد. باشگاه فعلی ام‌ال‌اس در سال ۲۰۱۲ شروع به بازی کرد.
2. ^ از آنجایی که بلیز نمی‌توانست ورزشگاهی را فراهم کند که حداقل استانداردهای کونکاکاف را برای لیگ قهرمانان کونکاکاف برآورده کند، سهمیه‌ای که معمولاً برای بلیز در نظر گرفته شده بود، بر اساس نتایج لیگ قهرمانان کونکاکاف ۱۳–۲۰۱۲ به کاستاریکا تخصیص داده شد.[۳]
3. ^ a b c در جام باشگاه‌های کارائیب ۲۰۱۳ هیچ مرحله نهایی برگزار نشد. دبلیو کانکشن و والنسیا، دو برنده مرحله گروهی، و کالدونیا ای‌آی‌ای، برنده دور پلی آف بین دو نایب قهرمان مرحله گروهی، برای لیگ قهرمانان ۱۴–۲۰۱۳ کونکاکاف واجد شرایط شدند.

## قرعه کشی
قرعه کشی مرحله گروهی در ۳ ژوئن ۲۰۱۳ در دورل، فلوریدا، ایالات متحده برگزار شد.
۲۴ تیم در هشت گروه سه تیمی قرار گرفتند که هر گروه شامل یک تیم از هر سه گلدان بود. تخصیص تیم‌ها در گلدان‌ها بر اساس اتحادیه ملی و جایگاه انتخابی آنها بود. تیم‌های یک انجمن (به استثنای تیم‌های «عام» که جایگزین تیمی از یک انجمن دیگر می‌شوند) نمی‌توانستند با یکدیگر در مرحله گروهی قرعه‌کشی شوند، و هر گروه تضمین شده بود که دارای تیمی از ایالات متحده یا مکزیک باشد، به این معنی که تیم‌های ایالات متحده و مکزیک نمی‌توانند در مرحله گروهی با یکدیگر بازی کنند.
| گلدان A    | گلدان A          | گلدان A              | گلدان A              |
| ---------- | ---------------- | -------------------- | -------------------- |
| تیخوانا    | آمریکا           | ال‌ای گلکسی           | سن خوزه ارث‌کوئیکز    |
| هردیانو    | المپیا           | کامیونیکیشنس         | عربه یونیدو          |
| گلدان B    |                  |                      |                      |
| تولوکا     | کروز آزول        | هیوستون دینامو       | اسپورتینگ کانزاس‌سیتی |
| آلاخولنسه  | ویکتوریا         | ایسیدرو متاپان       | مونترال ایمپکت       |
| گلدان C    |                  |                      |                      |
| هردیا      | لوئیس آنخل فیرپو | اسپورتینگ سن میگلیتو | رئال استیلی          |
| کارتاگینیس | دبلیو کانکشن     | والنسیا              | کالدونیا ای‌آی‌ای      |

## برنامه
برنامه مسابقات به شرح زیر است:
| مرحله         | مرحله         | بازی رفت           | بازی برگشت         |
| ------------- | ------------- | ------------------ | ------------------ |
| مرحله گروهی   | هفته ۱        | ۶–۸ اوت ۲۰۱۳       | ۶–۸ اوت ۲۰۱۳       |
| مرحله گروهی   | هفته ۲        | ۲۰–۲۲ اوت ۲۰۱۳     | ۲۰–۲۲ اوت ۲۰۱۳     |
| مرحله گروهی   | هفته ۳        | ۲۷–۲۹ اوت ۲۰۱۳     | ۲۷–۲۹ اوت ۲۰۱۳     |
| مرحله گروهی   | هفته ۴        | ۱۷–۱۹ سپتامبر ۲۰۱۳ | ۱۷–۱۹ سپتامبر ۲۰۱۳ |
| مرحله گروهی   | هفته ۵        | ۲۴–۲۶ سپتامبر ۲۰۱۳ | ۲۴–۲۶ سپتامبر ۲۰۱۳ |
| مرحله گروهی   | هفته ۶        | ۲۲–۲۴ اکتبر ۲۰۱۳   | ۲۲–۲۴ اکتبر ۲۰۱۳   |
| مرحله قهرمانی | یک‌چهارم نهایی | ۱۰–۱۲ مارس ۲۰۱۴    | ۱۸–۲۰ مارس ۲۰۱۴    |
| مرحله قهرمانی | نیمه نهایی    | ۱ آوریل ۲۰۱۴       | ۸–۹ آوریل ۲۰۱۴     |
| مرحله قهرمانی | فینال         | ۱۵ آوریل ۲۰۱۴      | ۲۳ آوریل ۲۰۱۴      |

## مرحله گروهی
در مرحله گروهی هر گروه به نوبت‌گردشی برگزار شد. تیم‌های برتر هر گروه به مرحله قهرمانی راه یافتند.
تساوی‌شکن‌ها
1. تعداد امتیازات بیشتر در مسابقات بین تیم‌های مربوطه
2. تفاضل گل بیشتر در مسابقات بین تیم‌های مربوطه
3. تعداد گل‌های زده شده خارج از خانه در بازی‌های بین تیم‌های مربوطه بیشتر است
4. اگر دو یا چند تیم همچنان مساوی هستند، سه معیار اول دوباره اعمال می‌شود
5. تفاضل گل بیشتر در تمام مسابقات گروهی
6. تعداد گل‌های زده شده بیشتر در بازی‌های گروهی
7. تعداد گل‌های زده خارج از خانه بیشتر در تمام بازی‌های گروهی
8. قرعه کشی

### گروه ۱
| تیم            | بازی | برد | مساوی | باخت | گل زده | گل خورده | گل تفاضل | امتیاز | صلاحیت                |     | ARA | HOU | WCO |
| -------------- | ---- | --- | ----- | ---- | ------ | -------- | -------- | ------ | --------------------- | --- | --- | --- | --- |
| عربه یونیدو    | ۴    | ۳   | ۰     | ۱    | ۷      | ۳        | ۴+       | ۹      | صعود به مرحله قهرمانی |     | —   | ۱–۰ | ۳–۱ |
| هیوستون دینامو | ۴    | ۲   | ۱     | ۱    | ۴      | ۲        | ۲+       | ۷      |                       |     | ۲–۱ | —   | ۲–۰ |
| دبلیو کانکشن   | ۴    | ۰   | ۱     | ۳    | ۱      | ۷        | ۶−       | ۱      |                       | ۰–۲ | ۰–۰ | —   |     |

### گروه ۲
| تیم                  | بازی | برد | مساوی | باخت | گل زده | گل خورده | گل تفاضل | امتیاز | صلاحیت                |     | KC  | OLI | EST |
| -------------------- | ---- | --- | ----- | ---- | ------ | -------- | -------- | ------ | --------------------- | --- | --- | --- | --- |
| اسپورتینگ کانزاس‌سیتی | ۴    | ۲   | ۲     | ۰    | ۵      | ۱        | ۴+       | ۸      | صعود به مرحله قهرمانی |     | —   | ۰–۰ | ۱–۱ |
| المپیا               | ۴    | ۲   | ۱     | ۱    | ۲      | ۲        | ۰        | ۷      |                       |     | ۰–۲ | —   | ۱–۰ |
| رئال استیلی          | ۴    | ۰   | ۱     | ۳    | ۱      | ۵        | ۴−       | ۱      |                       | ۰–۲ | ۰–۱ | —   |     |

### گروه ۳
| تیم       | بازی | برد | مساوی | باخت | گل زده | گل خورده | گل تفاضل | امتیاز | صلاحیت                |     | CA  | HER | VAL |
| --------- | ---- | --- | ----- | ---- | ------ | -------- | -------- | ------ | --------------------- | --- | --- | --- | --- |
| کروز آزول | ۴    | ۴   | ۰     | ۰    | ۱۰     | ۲        | ۸+       | ۱۲     | صعود به مرحله قهرمانی |     | —   | ۳–۰ | ۳–۰ |
| هردیانو   | ۴    | ۲   | ۰     | ۲    | ۱۱     | ۸        | ۳+       | ۶      |                       |     | ۱–۲ | —   | ۴–۲ |
| والنسیا   | ۴    | ۰   | ۰     | ۴    | ۴      | ۱۵       | ۱۱−      | ۰      |                       | ۱–۲ | ۱–۶ | —   |     |

### گروه ۴
| تیم                  | بازی | برد | مساوی | باخت | گل زده | گل خورده | گل تفاضل | امتیاز | صلاحیت                |     | ALA | AME | SM  |
| -------------------- | ---- | --- | ----- | ---- | ------ | -------- | -------- | ------ | --------------------- | --- | --- | --- | --- |
| آلاخولنسه            | ۴    | ۳   | ۰     | ۱    | ۴      | ۱        | ۳+       | ۹      | صعود به مرحله قهرمانی |     | —   | ۱–۰ | ۲–۰ |
| آمریکا               | ۴    | ۲   | ۰     | ۲    | ۴      | ۲        | ۲+       | ۶      |                       |     | ۰–۱ | —   | ۳–۰ |
| اسپورتینگ سن میگلیتو | ۴    | ۱   | ۰     | ۳    | ۱      | ۶        | ۵−       | ۳      |                       | ۱–۰ | ۰–۱ | —   |     |

### گروه ۵
| تیم               | بازی | برد | مساوی | باخت | گل زده | گل خورده | گل تفاضل | امتیاز | صلاحیت                |     | SJ  | MTL | HER |
| ----------------- | ---- | --- | ----- | ---- | ------ | -------- | -------- | ------ | --------------------- | --- | --- | --- | --- |
| سن خوزه ارث‌کوئیکز | ۴    | ۲   | ۰     | ۲    | ۴      | ۲        | ۲+       | ۶      | صعود به مرحله قهرمانی |     | —   | ۳–۰ | ۱–۰ |
| مونترال ایمپکت    | ۴    | ۲   | ۰     | ۲    | ۳      | ۴        | ۱−       | ۶      |                       |     | ۱–۰ | —   | ۲–۰ |
| هردیا             | ۴    | ۲   | ۰     | ۲    | ۲      | ۳        | ۱−       | ۶      |                       | ۱–۰ | ۱–۰ | —   |     |

1. 1 2 3  هر سه تیم در امتیازات مساوی هستند، و بنابراین بر اساس تفاضل گل کلی و سپس کل گل‌های زده شده رتبه‌بندی می‌شوند.

### گروه ۶
| تیم             | بازی | برد | مساوی | باخت | گل زده | گل خورده | گل تفاضل | امتیاز | صلاحیت                |     | TOL | COM | CAL |
| --------------- | ---- | --- | ----- | ---- | ------ | -------- | -------- | ------ | --------------------- | --- | --- | --- | --- |
| تولوکا          | ۴    | ۴   | ۰     | ۰    | ۱۵     | ۴        | ۱۱+      | ۱۲     | صعود به مرحله قهرمانی |     | —   | ۵–۱ | ۳–۱ |
| کامیونیکیشنس    | ۴    | ۲   | ۰     | ۲    | ۷      | ۷        | ۰        | ۶      |                       |     | ۱–۲ | —   | ۲–۰ |
| کالدونیا ای‌آی‌ای | ۴    | ۰   | ۰     | ۴    | ۲      | ۱۳       | ۱۱−      | ۰      |                       | ۱–۵ | ۰–۳ | —   |     |

### گروه ۷
| تیم              | بازی | برد | مساوی | باخت | گل زده | گل خورده | گل تفاضل | امتیاز | صلاحیت                |     | TIJ | FIR | VIC |
| ---------------- | ---- | --- | ----- | ---- | ------ | -------- | -------- | ------ | --------------------- | --- | --- | --- | --- |
| تیخوانا          | ۴    | ۳   | ۱     | ۰    | ۱۰     | ۲        | ۸+       | ۱۰     | صعود به مرحله قهرمانی |     | —   | ۱–۰ | ۶–۰ |
| لوئیس آنخل فیرپو | ۴    | ۲   | ۱     | ۱    | ۶      | ۳        | ۳+       | ۷      |                       |     | ۰–۰ | —   | ۲–۱ |
| ویکتوریا         | ۴    | ۰   | ۰     | ۴    | ۴      | ۱۵       | ۱۱−      | ۰      |                       | ۲–۳ | ۱–۴ | —   |     |

### گروه ۸
| تیم            | بازی | برد | مساوی | باخت | گل زده | گل خورده | گل تفاضل | امتیاز | صلاحیت                |     | LA  | CAR | MET |
| -------------- | ---- | --- | ----- | ---- | ------ | -------- | -------- | ------ | --------------------- | --- | --- | --- | --- |
| ال‌ای گلکسی     | ۴    | ۳   | ۰     | ۱    | ۶      | ۴        | ۲+       | ۹      | صعود به مرحله قهرمانی |     | —   | ۲–۰ | ۱–۰ |
| کارتاگینیس     | ۴    | ۱   | ۱     | ۲    | ۴      | ۷        | ۳−       | ۴      |                       |     | ۰–۳ | —   | ۰–۰ |
| ایسیدرو متاپان | ۴    | ۱   | ۱     | ۲    | ۶      | ۵        | ۱+       | ۴      |                       | ۴–۰ | ۲–۴ | —   |     |

1. 1 2  کارتاگینیس و ایسیدرو متاپان بر اساس نتایج رودررو رتبه بندی شده‌اند.

## مرحله قهرمانی
در مرحله قهرمانی، هشت تیم به صورت تک‌حذفی به مصاف هم رفتند. هر مسابقه به صورت دو بازی خانگی و خارج از خانه انجام شد. قانون گل‌ زده در خانه حریف در صورتی استفاده می‌شد که نتیجه بعد از وقت‌های عادی بازی برگشت مساوی باشد، اما نه بعد از وقت اضافه، بنابراین اگر نتیجه بعد از وقت اضافه بازی دوم مساوی بود، برنده در ضربات پنالتی مشخص می‌شود.

### سیدبندی
تیم‌های صعود کرده در مرحله قهرمانی با توجه به نتایج خود در مرحله گروهی از ۱ تا ۸ رده بندی شدند.
| Seed | تیم                  | بازی | برد | مساوی | باخت | گل زده | گل خورده | گل تفاضل | امتیاز |
| ---- | -------------------- | ---- | --- | ----- | ---- | ------ | -------- | -------- | ------ |
| ۱    | تولوکا               | ۴    | ۴   | ۰     | ۰    | ۱۵     | ۴        | ۱۱+      | ۱۲     |
| ۲    | کروز آزول            | ۴    | ۴   | ۰     | ۰    | ۱۰     | ۲        | ۸+       | ۱۲     |
| ۳    | تیخوانا              | ۴    | ۳   | ۱     | ۰    | ۱۰     | ۲        | ۸+       | ۱۰     |
| ۴    | عربه یونیدو          | ۴    | ۳   | ۰     | ۱    | ۷      | ۳        | ۴+       | ۹      |
| ۵    | آلاخولنسه            | ۴    | ۳   | ۰     | ۱    | ۴      | ۱        | ۳+       | ۹      |
| ۶    | ال‌ای گلکسی           | ۴    | ۳   | ۰     | ۱    | ۶      | ۴        | ۲+       | ۹      |
| ۷    | اسپورتینگ کانزاس‌سیتی | ۴    | ۲   | ۲     | ۰    | ۵      | ۱        | ۴+       | ۸      |
| ۸    | سن خوزه ارث‌کوئیکز    | ۴    | ۲   | ۰     | ۲    | ۴      | ۲        | ۲+       | ۶      |

### نمودار
نمودار مرحله قهرمانی با سیدبندی به شرح زیر مشخص شد:
- مرحله یک‌چهارم نهایی: سید ۱ در مقابل سید ۸ (چ‌ن۱)، سید ۲ در مقابل سید ۷ (چ‌ن۲)، سید ۳ در برابر سید ۶ (چ‌ن۳)، سید ۴ در برابر سید ۵ (چ‌ن۴)، و ‌سیدهای ۱ تا ۴ میزبان بازی برگشت هستند
- نیمه نهایی: برنده چ‌ن۱ در مقابل برنده چ‌ن۴ (ن‌ن۱)، برنده چ‌ن۲ در مقابل برنده چ‌ن۳ (ن‌ن۲)، و برندگان چ‌ن۱ و ‌چ‌ن۲ میزبان بازی برگشت هستند
- فینال: برنده ن‌ن۱ در مقابل برنده ن‌ن۲، و برنده ‌‌ن‌ن۱ میزبان بازی برگشت است

|  | یک‌چهارم نهایی | یک‌چهارم نهایی | یک‌چهارم نهایی | یک‌چهارم نهایی | یک‌چهارم نهایی |   |                      | نیمه نهایی | نیمه نهایی | نیمه نهایی | نیمه نهایی | نیمه نهایی |  |  | فینال | فینال            | فینال | فینال | فینال |
|  |               |               |               |               |               |   |                      |            |            |            |            |            |  |  |       |                  |       |       |       |
|  | ۶             | ال‌ای گلکسی    | ۱             | ۲             | ۳             |   |                      |            |            |            |            |            |  |  |       |                  |       |       |       |
|  | ۳             | تیخوانا       | ۰             | ۴             | ۴             |   |                      |            |            |            |            |            |  |  |       |                  |       |       |       |
|  | ۳             | تیخوانا       | ۰             | ۴             | ۴             |   | ۳                    | تیخوانا    | ۱          | ۰          | ۱          |            |  |  |       |                  |       |       |       |
|  |               |               |               |               |               |   | ۳                    | تیخوانا    | ۱          | ۰          | ۱          |            |  |  |       |                  |       |       |       |
|  |               | ۲             | کروز آزول     | ۰             | ۲             | ۲ |                      |            |            |            |            |            |  |  |       |                  |       |       |       |
|  | ۷             | ۲             | کروز آزول     | ۰             | ۲             | ۲ | اسپورتینگ کانزاس‌سیتی | ۱          | ۱          | ۲          |            |            |  |  |       |                  |       |       |       |
|  | ۷             |               |               |               |               |   | اسپورتینگ کانزاس‌سیتی | ۱          | ۱          | ۲          |            |            |  |  |       |                  |       |       |       |
|  | ۲             | کروز آزول     | ۰             | ۵             | ۵             |   |                      |            |            |            |            |            |  |  |       |                  |       |       |       |
|  |               |               |               |               |               |   |                      |            |            |            |            |            |  |  | ۲     | کروز آزول (گ.ز.) | ۰     | ۱     | ۱     |
|  |               |               | ۱             | تولوکا        | ۰             | ۱ | ۱                    |            |            |            |            |            |  |  |       |                  |       |       |       |
|  | ۵             | آلاخولنسه     | ۰             | ۲             | ۲             |   |                      |            |            |            |            |            |  |  |       |                  |       |       |       |
|  | ۴             | عربه یونیدو   | ۰             | ۰             | ۰             |   |                      |            |            |            |            |            |  |  |       |                  |       |       |       |
|  | ۴             | عربه یونیدو   | ۰             | ۰             | ۰             |   | ۵                    | آلاخولنسه  | ۰          | ۰          | ۰          |            |  |  |       |                  |       |       |       |
|  |               |               |               |               |               |   | ۵                    | آلاخولنسه  | ۰          | ۰          | ۰          |            |  |  |       |                  |       |       |       |
|  |               | ۱             | تولوکا        | ۱             | ۲             | ۳ |                      |            |            |            |            |            |  |  |       |                  |       |       |       |
|  | ۸             | ۱             | تولوکا        | ۱             | ۲             | ۳ | سن خوزه ارث‌کوئیکز    | ۱          | ۱          | ۲ (۴)      |            |            |  |  |       |                  |       |       |       |
|  | ۸             |               |               |               |               |   | سن خوزه ارث‌کوئیکز    | ۱          | ۱          | ۲ (۴)      |            |            |  |  |       |                  |       |       |       |
|  | ۱             | تولوکا (پ)    | ۱             | ۱             | ۲ (۵)         |   |                      |            |            |            |            |            |  |  |       |                  |       |       |       |

### یک‌چهارم نهایی
| تیم ۱                | نتیجه نهایی | تیم ۲       | بازی رفت | بازی برگشت |
| -------------------- | ----------- | ----------- | -------- | ---------- |
| سن خوزه ارث‌کوئیکز    | ۲–۲ (۴–۵ پ) | تولوکا      | ۱–۱      | ۱–۱        |
| اسپورتینگ کانزاس‌سیتی | ۲–۵         | کروز آزول   | ۱–۰      | ۱–۵        |
| ال‌ای گلکسی           | ۳–۴         | تیخوانا     | ۱–۰      | ۲–۴        |
| آلاخولنسه            | ۲–۰         | عربه یونیدو | ۰–۰      | ۲–۰        |

### نیمه نهایی
| تیم ۱     | نتیجه نهایی | تیم ۲     | بازی رفت | بازی برگشت |
| --------- | ----------- | --------- | -------- | ---------- |
| آلاخولنسه | ۰–۳         | تولوکا    | ۰–۱      | ۰–۲        |
| تیخوانا   | ۱–۲         | کروز آزول | ۱–۰      | ۰–۲        |

### فینال
| تیم ۱     | نتیجه نهایی | تیم ۲  | بازی رفت | بازی برگشت |
| --------- | ----------- | ------ | -------- | ---------- |
| کروز آزول | ۱–۱ (گ.ز.)  | تولوکا | ۰–۰      | ۱–۱        |

| قهرمان لیگ قهرمانان کونکاکاف ۱۴–۲۰۱۳ |
| ------------------------------------ |
| مکزیک                                |
| کروز آزول ششمین عنوان                |

## جوایز
| جایزه                 | بازیکن         | تیم        |
| --------------------- | -------------- | ---------- |
| توپ طلایی             | ماریانو پاون   | کروز آزول  |
| کفش طلایی             | رائول ناوا     | تولوکا     |
| دستکش طلایی           | آلفردو تالاورا | تولوکا     |
| جایزه بازی جوانمردانه | —              | ال‌ای گلکسی |

## گلزنان برتر
| رتبه | بازیکن         | باشگاه         | گل |
| ---- | -------------- | -------------- | -- |
| ۱    | رائول ناوا     | تولوکا         | ۷  |
| ۲    | نیکولاس مونیوز | ایسیدرو متاپان | ۵  |
| ۲    | ماریانو پاون   | کروز آزول      | ۵  |
| ۴    | ادگار بنیتز    | تولوکا         | ۴  |
| ۴    | آشیل امانا     | کروز آزول      | ۴  |
| ۴    | رابی کین       | ال‌ای گلکسی     | ۴  |
| ۷    | هرکولز گومز    | تیخوانا        | ۳  |
| ۷    | پابلو هررا     | کارتاگینیس     | ۳  |
| ۷    | جری پالاسیوس   | آلاخولنسه      | ۳  |
| ۷    | آنلل پوراس     | هردیانو        | ۳  |
| ۷    | پائولو سوارز   | کامیونیکیشنس   | ۳  |

منبع: